# Nantes
Nantes (bretonsko Naoned, gelsko Naunnt) je glavno mesto zahodne francoske regije Loire, občina in  prefektura departmaja Loire-Atlantique. Leta 2005 je mesto imelo 282.000 prebivalcev.

## Geografija
Mesto leži na bregovih reke Loare tik pred njenim ustjem 55 km vzhodno od Biskajskega zaliva ter njenih dveh pritokih Erdre in Sèvre Nantaise. 

## Administracija
Nantes je sedež enajstih kantonov:
- Kanton Nantes-1 (del občine Nantes: 23.537 prebivalcev),
- Kanton Nantes-2 (del Nantesa: 33.737 prebivalcev),
- Kanton Nantes-3 (del Nantesa: 28.062 prebivalcev),
- Kanton Nantes-4 (del Nantesa: 30.826 prebivalcev),
- Kanton Nantes-5 (del Nantesa: 24.101 prebivalcev),
- Kanton Nantes-6 (del Nantesa: 23.954 prebivalcev),
- Kanton Nantes-7 (del Nantesa: 23.699 prebivalcev),
- Kanton Nantes-8 (del Nantesa: 24.174 prebivalcev),
- Kanton Nantes-9 (del Nantesa: 29.485 prebivalcev),
- Kanton Nantes-10 (del Nantesa, občina Saint-Sébastien-sur-Loire: 35.648 prebivalcev),
- Kanton Nantes-11 (del Nantesa: 18.251 prebivalcev).

Mesto je prav tako sedež okrožja, vkaterega so poleg njegovih vključeni še kantoni Aigrefeuille-sur-Maine, Bouaye, Carquefou, La Chapelle-sur-Erdre, Clisson, Legé, Loroux-Bottereau, Machecoul, Orvault, Pellerin, Rezé, Saint-Étienne-de-Montluc, Saint-Herblain-Vzhod / Zahod-Indre, Saint-Philbert-de-Grand-Lieu, Vallet, Vertou in Vertou-Vignoble s 715.358 prebivalci.

## Zgodovina
Prvotno naselbino je ustanovilo galsko pleme Namneti okoli leta 70 pr. n. št.. Leta 56 pr. n. št. ga je osvojil Julij Cezar in ga imenoval Portus Namnetus. Po kristjanizaciji ozemlja v 3. stoletju so ga uspešno zavzeli prvo Sasi (okoli 285), nato Franki (okoli 500), katerim so sledili Bretonci (6. in 7. stoletje) in Normani (843). Leta 937 je Alain Barbe-Torte, vnuk zadnjega bretanjskega kralja, v njem ustanovil Bretanjsko vojvodstvo. Ob njegovi priključitvi k Francoskemu kraljestvu v letu 1532 je Nantes ohranil Bretanjski parlament za nekaj let preden se je le-ta preselil v Rennes. Leta 1598 je francoski kralj Henrik IV. v mestu podpisal Nantski edikt, s katerim so bile protestantom podeljene verske pravice.
V 18. stoletju, pred ukinitvijo suženjstva, je bil Nantes glavno francosko mesto v trgovini s sužnji, s katero je postal tudi glavno francosko pristanišče. Med francosko revolucijo je samo mesto sodelovalo z revolucionarji, v tem času je tako prihajalo do množičnih usmrtitev prebivalstva v njegovi okolici, katero se je uprlo novim oblastnikom.
V 19. stoletju je Nantes postal industrijsko mesto. Prvi javni prevoz kjerkoli je verjetno bil organiziran prav v tem mestu leta 1826. Kmalu so ga posnemali v Parizu, Londonu in New Yorku. Prva železnica je bila v njem zgrajena v letu 1851.
Med drugo svetovno vojno ga je okupirala nemška vojska, leta 1943 je doživel dva bombna napada, osvobojen od Američanov 1944.
Čeprav nekdaj glavno mesto Bretanije, pa ga je vlada v Vichyju junija 1941 ločila od regije, od 1971 je glavno mesto regije Loire. Kljub temu je še danes močan občutek pripadnosti Bretaniji. Glavno pristanišče je bilo prestavljeno prav na ustje reke Loare, v Saint-Nazaire.

## Znamenitosti
Nantes je na seznamu francoskih umetnostno-zgodovinskih mest.
- Stolnica svetega Petra in Pavla, Nantes
- graščina bretanskih vojvod,
- sodniška palača, zgrajena leta 2000 na otoku Île de Nantes,
- muzej in rojstna hiša francoskega pisatelja Julesa Verna,
- muzej umetnosti,
- muzej D'Obrèe,
- botanični vrt.

## Pobratena mesta
- Cardiff (Združeno kraljestvo),
- Saarbrück (Nemčija),
- Jacksonville (Florida, Združene države Amerike),
- Seattle (ZDA),
- Tbilisi (Gruzija).